# Alberto Adhemar
Alberto Adhemar fue un actor secundario argentino. Fue lanzado como coprotagonista de la película Alas de mi patria (1939), de Carlos Borcosque. Tuvo roles muy valorados en dos filmes de Luis Saslavsky: El Loco Serenata y Ceniza al viento, pero no logró consolidarse como primera figura. Finalizó su carrera artística con la película cómica Madame Sans Gene, con Niní Marshall, en 1945.

## Filmografía
- Madame Sans Gene (1945)
- Secuestro sensacional!!! (1942)
- Ceniza al viento (1942)
- El más infeliz del pueblo (1941)
- El Loco Serenata (1939)
- Alas de mi patria (1939)